# Festival international du film de Thessalonique 2004
Le Festival international du film de Thessalonique 2004 fut la 45e édition du Festival international du film de Thessalonique. Elle se tint du 19 au 28 novembre 2004.

## Jury
- Président : Miklós Jancsó
- Jurés :
  - Valerio Adami
  - Arsinée Khanjian
  - Yannis Bakoyannopoulos
  - Alexander Payne
  - Donald Ramvaud
  - Kent Jones

## Films sélectionnés
- En ouverture : Mondovino
- En clôture : Le Secret des poignards volants

## Palmarès

### Alexandre d'or
- Khab e Talkh (Mohsen Amiryoussefi)
  - Les Revenants

### Alexandre d'argent
- Vremia Zhatvy (Marina Razbezhkinae)
- Una de dos (Alejo Taube)

### Meilleur réalisateur
- Fernando Eimbcke (Mexican Kids)

### Meilleur scénario
- Pablo Stoll, Juan Pablo Rebella et Gonzalo Delgado Galiana (Whisky)

### Meilleure actrice
- Mirella Pascual (Whisky)

### Meilleur acteur
- Simon Abkarian (Prendre femme)

### Prix artistique
- Vremia Zhatvy (Marina Razbezhkinae)

### Mention spéciale
- Ahmet Ulucay (Karpuz Kapuğundan Gemiler Yapmak)